# Ramón Mutis
Ramón Alfredo Mutis (Buenos Aires, 31 de agosto de 1899-Córdoba,  5 de mayo de 1992), apodado «El Fuerte» por su gran contextura física, fue un futbolista argentino que se desempeñaba como defensor.
Se destacó principalmente en el Club Atlético Boca Juniors, donde fue figura y ganó un total de diez títulos, ubicándose así como uno de los futbolistas más ganadores del «Xeneize» en toda su historia. Es considerado un símbolo «Xeneize» de su temprana historia y uno de los defensores más ganadores de la institución.
Procedente del club Wanderers, tuvo un breve paso por el Club Atlético Atlanta antes de formar parte del Club Atlético Huracán, en donde estuvo un año y arribó a Boca Juniors al año siguiente, en donde conformó una dupla que brindó garantías durante casi ocho temporadas al lado de Ludovico Bidoglio, considerados ambos y como dupla dos de los mejores defensores del fútbol argentino de la década del 20 y de principios  de la década del 30.
Se retiró del fútbol en 1932, pero hizo una aparición en Argentinos Juniors cuatro años después. Destacó pese al retiro y los años de inactividad. Pasó en al Club Almagro en 1937 y se retiró definitivamente de la actividad profesional.
Fue internacional con la Selección de Fútbol de Argentina, con la cual conquistó la Copa América 1925 (en aquel momento el torneo se denominaba "Campeonato Sudamericano"). Formó parte del plantel que llegó a la final de la Copa Mundial de Fútbol de 1930, que dejó a Argentina como subcampeona del mundo, al caer en la final frente a Uruguay por un marcador de 4 a 2.

## Biografía
Marcador central izquierdo, de característica recio y seguro. Se inició en el club Wanderers, luego pasó por Atlanta y llegó a Boca Juniors en 1923. Allí ganó 10 títulos (Campeonatos nacionales de 1923, 1924, 1926, 1930 y 1931; la Copa de Honor Cousenier 1920; Copa Ibarguren 1923 y 1924; Copa de Competencia Jockey Club 1925; y Copa Estímulo 1926) e integró una dupla central histórica con Ludovico Bidoglio, que duró casi 9 temporadas. 
Fue internacional con la Selección Argentina, donde disputó 11 partidos, debutando el 20 de mayo de 1923 ante Uruguay (0-0). Con la albiceleste ganó la Copa América 1925 y disputó la Copa Mundial de Fútbol de 1930, donde fue subcampeón. 

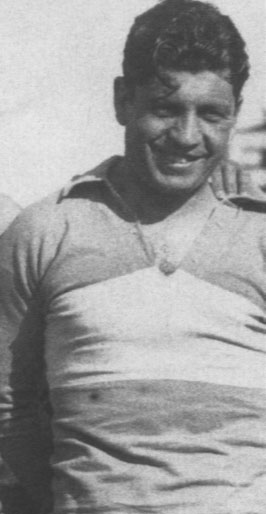
Ramón Mutis vistió la camiseta de Boca Juniors durante 9 años, y consiguió allí 10 títulos.

En 1936, ya retirado, regresó a la actividad para jugar en Argentinos Juniors, donde tuvo un buen rendimiento.

### Participaciones en la Copa del Mundo
| Mundial              | Sede    | Resultado  | Partidos | Goles |
| -------------------- | ------- | ---------- | -------- | ----- |
| Copa Mundial de 1930 | Uruguay | Subcampeón | 1        | 0     |

### Participaciones en la Copa América
| Copa              | Sede      | Resultado |
| ----------------- | --------- | --------- |
| Copa América 1925 | Argentina | Campeón   |

## Clubes
| Club                  | País      | Año         |
| --------------------- | --------- | ----------- |
| Wanderers             | Argentina | 1918-1919   |
| Club Atlético Atlanta | Argentina | 1920        |
| Huracán               | Argentina | 1920        |
| Club Atlético Atlanta | Argentina | 1921 - 1922 |
| Boca Juniors          | Argentina | 1923-1932   |
| Argentinos Juniors    | Argentina | 1936        |
| Almagro               | Argentina | 1937        |

## Palmarés

### Campeonatos nacionales
| Título           | Club         | País      | Año  |
| ---------------- | ------------ | --------- | ---- |
| Primera División | Boca Juniors | Argentina | 1923 |
| Copa Ibarguren   | Boca Juniors | Argentina | 1923 |
| Primera División | Boca Juniors | Argentina | 1924 |
| Copa Ibarguren   | Boca Juniors | Argentina | 1924 |
| Copa Competencia | Boca Juniors | Argentina | 1925 |
| Primera División | Boca Juniors | Argentina | 1926 |
| Copa Estímulo    | Boca Juniors | Argentina | 1926 |
| Primera División | Boca Juniors | Argentina | 1930 |
| Primera División | Boca Juniors | Argentina | 1931 |

### Campeonatos internacionales
| Título                  | Club         | Sede final | Año  |
| ----------------------- | ------------ | ---------- | ---- |
| Copa de Honor Cousenier | Boca Juniors | Argentina  | 1920 |

| Título       | Selección           | Sede      | Año  |
| ------------ | ------------------- | --------- | ---- |
| Copa América | Selección Argentina | Argentina | 1925 |